# Типографські євангелія
Типогра́фські євангелія, частина 7 (давніше частина 6, 12 століття, 252 подвійні сторінки) і частина 6 (давніше частина 5, 13 століття, 228 подвійних сторінки) — рукописи з колишньої Типографської Бібліотеки Святішого Синоду в Москві (тепер у Третьяковській галереї і в Російському державному архіві давніх актів у Москві), переписані з болгарського оригіналу в Україні, ймовірно в Києві. Мову описав і видав фрагменти тексту Олексій Соболевський в «Очерках из истории русского языка», 1884 (відбитка з київських «Университетских известий»).